# جيمس فرينش
جيمس فرينش (بالإنجليزية: James French)‏ هو سائق سيارة سباق أمريكي، ولد في 21 مايو 1992 في شيبويغن في الولايات المتحدة.

## وصلات خارجية
- جيمس فرينش على موقع Racing-Reference.info (الإنجليزية)
- جيمس فرينش على موقع DriverDB.com (الإنجليزية)